# بیل ژاک
بیل ژاک (انگلیسی: Bill Jaques; ۸ دسامبر ۱۸۸۸ – ۱۹۲۵ (۳۶−۳۷ سال)) بازیکن فوتبال اهل پادشاهی متحد بریتانیای کبیر و ایرلند بود.
از باشگاه‌هایی که در آن بازی کرده‌است می‌توان به باشگاه فوتبال کاونتری سیتی و باشگاه فوتبال تاتنهام هاتسپر اشاره کرد.